# Karin Wallgren-Lundgren
Karin Elisabeth Wallgren-Lundgren, švedska atletinja, * 19. maj 1944, Göteborg, Švedska.
Nastopila je na poletnih olimpijskih igrah v letih 1968 in 1972, leta 1968 se je v teku na 400 m uvrstila v polfinale. Na evropskih dvoranskih prvenstvih je osvojila naslov prvakinje v isti disciplini in srebrno medaljo v teku na 50 m leta 1967. Petkrat je postala švedska državna prvakinja v teku na 100 m, sedemkrat v teku na 200 m in šestkrat v teku na 400 m ter 24-krat v različnih štafetah.